# 瓦瑟塔莱本
瓦瑟塔莱本是德国图林根州的一个市镇。总面积8.50平方公里，总人口410人，其中男性193人，女性217人（2011年12月31日），人口密度48人/平方公里。